# Kozárovce
Kozárovce (in ungherese Garamkovácsi) è un comune della Slovacchia facente parte del distretto di Levice, nella regione di Nitra.